# Вологодский, Александр Валерьевич
Александр Валерьевич Вологодский (20 июня 1991, Усть-Каменогорск) — казахстанский профессиональный хоккеист, нападающий. В настоящее время Алтай-Торпедо.

## Карьера
А. В. Вологодский – воспитанник усть-каменогорского хоккея.
За «Газовик-Универ» (Тюмень) сыграл в 6 играх.
Одну игру провел в «Горняке» (Рудный).
С 2010 года играет в «Казцинк-Торпедо-2». В играх чемпионата Казахстана провел 105 игр, набрав 12+9 очков.
Играл в молодёжной сборной (до 18 лет).